# Прозуменщикова Галина Миколаївна
Гали́на Микола́ївна Прозуме́нщикова (* 26 листопада 1948, Севастополь, РРФСР, СРСР — †19 липня 2015, Москва, Росія) — українська радянська спортсменка, олімпійська чемпіонка з плавання (1964; була першою радянською спортсменкою, що завоювала олімпійське золото у цьому виді спорту); чемпіонка Європи 1966, 1970 рр. Рекордсменка світу 1964 — 67 рр..

## Життєпис
Народилася 26 листопада 1948 року в Севастополі.
Дитинство пройшло в Севастополі. У 1959 році почала займатися плаванням.
Золоту олімпійську нагороду Галина Прозуменщикова здобула на токійській Олімпіаді в плаванні на 200 метрів брасом. Крім цього впродовж кар'єри вона виграла дві срібні та одну бронзову олімпійські медалі. Заслужений майстер спорту СРСР (1964).
4 рази встановлювала світовий рекорд у плаванні на 200 метрів брасом та один раз на дистанції 100 метрів брасом.
У 1966 році вступила на факультет журналістики МГУ (котрий закінчила 1976 року), регулярно працювала спортивним журналістом.
У 1973 році після участі в Московській універсіаді пішла з великого спорту.
За пропозицією Держкомспорту СРСР впродовж декількох років (1976–1980) займалася адміністративною діяльністю, згодом була тренером-методистом.
За спортивні досягнення нагороджена орденами Трудового Червоного Прапора (1972), Дружби народів (1993), двома медалями «За трудовое отличие». Жила в Москві.

## Родина
Чоловік — Іванников Юрій Іванович (нар. 1950 р.), кандидат економічних наук.
Дочка — Степанова Ірина Володимирівна (1969 р. нар.).
Син — Іванников Григорій Юрійович (1979 р. нар.).